# Marcello Pera

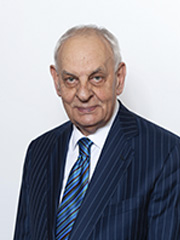
Marcello Pera em 2022

Marcello Pera (Lucca, 28 de janeiro de 1943) é um filósofo e político italiano
Foi presidente do Senado italiano de 2001 a 2006 (XIV Legislatura)
Desde 2022 (XIX legislatura) é novamente senador pelo partido Fratelli d’Italia.